# エチレンジニトラミン
エチレンジニトラミン (ethylenedinitramine) は、エチレンジアミンの各窒素原子上にニトロ基が1つずつ置換した構造を持つ有機化合物である。EDNA と略称される。エチレンジニトラミンは二塩基酸であり、中性塩を生じ、アルコールから晶析すると銀塩は粉末、カリウム塩は針状結晶になる。
水に対しては微溶性で、25 ℃で水200部に1部程度溶解する。水中で加熱還流しても分解しない。希硫酸を加えると亜酸化窒素、アセトアルデヒド、グリコールに分解する。約 180 ℃で爆発する。衝撃に対してはトリニトロトルエンやピクリン酸と同程度の感度。120度耐熱試験ではテトリルと同程度。エチレンジニトラミンの合成はジニトロエチレン尿素を水と反応させるか、エチレン尿素を混酸で直接ニトロ化合物にする。
- 化学式: {\displaystyle {\ce {NO2-NH-C2H4-NH-NO2}}}
- 生成熱 1551 kJ/mol